# GR-5. Sendero de los Miradores o de los Parques Naturales

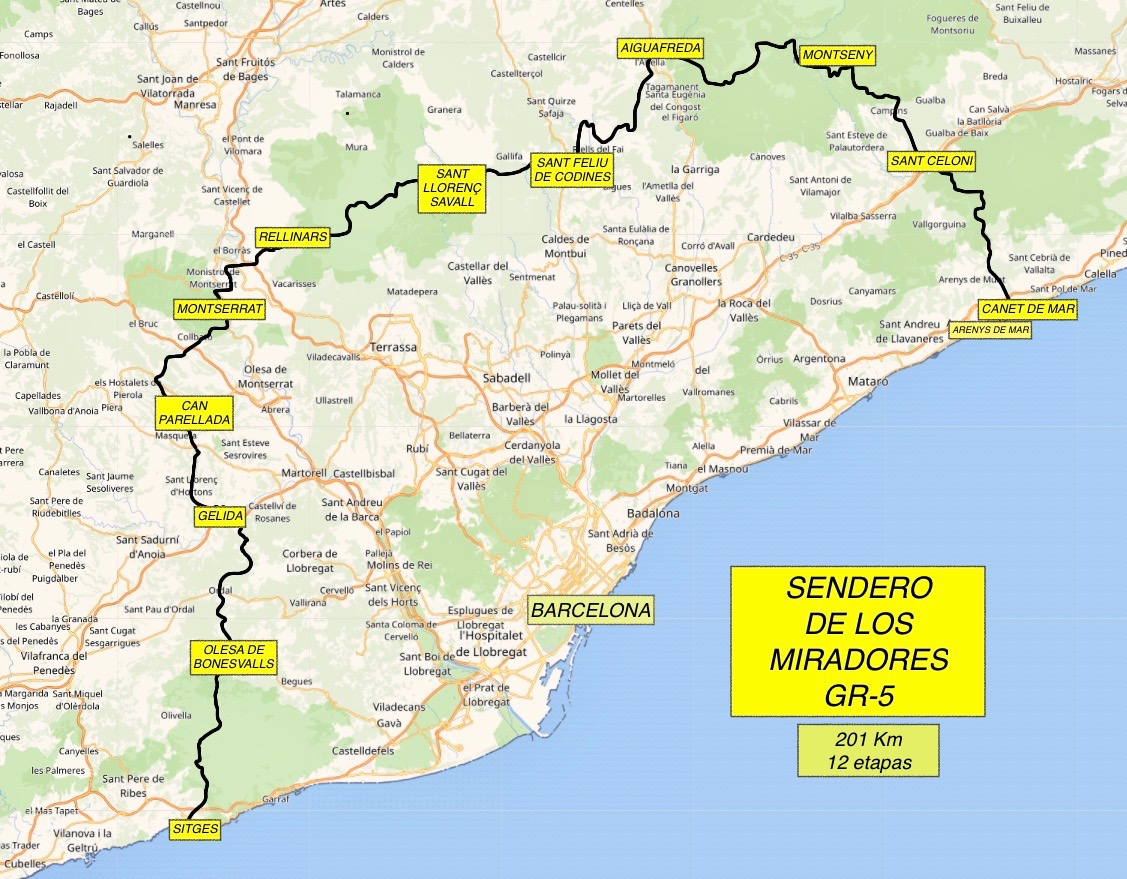
Recorrido esbozado del GR-5 de Cataluña. Sendero de los Miradores

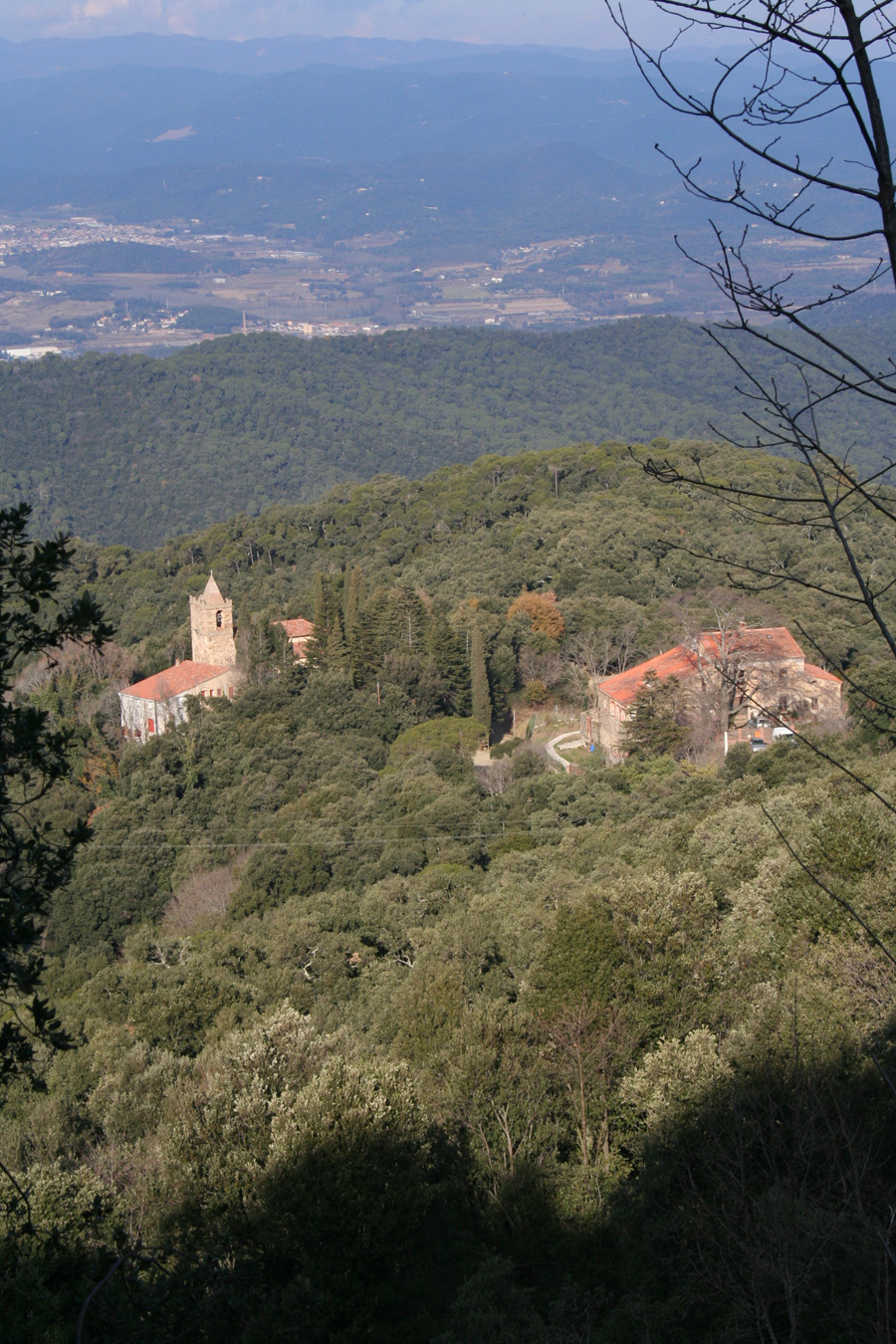
Iglesia de Sant Martí de Montnegre, final de la etapa 11 del GR-5 de Cataluña.

El sendero de los Miradores o de los Parques Naturales (Sender dels Miradors o dels Parcs Naturals), conocido como GR-5 en la clasificación de los senderos de Gran Recorrido o senderos GR españoles, en un sendero que discurre entre las localidades de Sitges y Canet de Mar, en Cataluña. En su recorrido, que empieza y termina en la costa, rodea, formando un gran arco, la ciudad de Barcelona a una distancia de entre 40 y 50 km de esta, y atraviesa los parques naturales del Garraf, Montserrat, Sant Llorenç del Munt i l'Obac, Montseny y Montnegre y el Corredor.

## Etapas
Este sendero tiene un recorrido total de 201,72 km y puede hacerse en 12 etapas. Tiene dos variantes, una de las cuales conecta con el GR-96, también conocido como Cami Romeu entre Barcelona y Montserrat, y la otra ofrece un recorrido por el Montseny.
- Etapa 1 - Sitges-Olesa de Bonesvalls, 16,75 km

- Etapa 2 - Olesa de Bonesvalls-Gelida, 15, 09 km

- Etapa 3 - Gelida-Can Parellada, 13,46 km

- Etapa 4 - Can Parellada-Monasterio de Montserrat, 20.90 km

- Etapa 5 - Monasterio de Montserrat-Rellinars, 11,92 km

- Etapa 6 - Rellinars-San Lorenzo Savall, 21.73 km

- Etapa 7 - San Lorenzo Savall-San Felíu de Codinas, 13,40 km

- Etapa 8 - San Felíu de Codinas-Aiguafreda, 19,36 km

- Etapa 9 - Aiguafreda-Montseny, 22,2 km

- Etapa 10 - Montseny-San Celoni, 21,31 km

- Etapa 11 - San Celoni-Sant Martí de Montnegre, 9,18 km

- Etapa 12 - Sant Martí de Montnegre-Canet de Mar, 16.4 km

### Variantes
- GR-5.1 - En el ascenso a Montserrat, en la etapa 4, desvío a la Santa Cova que luego sigue de nuevo hasta Montserrat, donde enlaza con el GR-5 de nuevo y el GR-96.

- GR-5.2 - En la etapa 9 de ascenso al pueblo de Montseny, el camino se desvía en el Plà del Café, corona las diferentes cimas del macizo del Montseny y desciende para enlazar de nuevo con el GR-5 en la Plana del Coll, en la etapa 10, que desciende hasta San Celoni.